# Pedro da Costa Santana
Pedro da Costa Santana, mais conhecido como Pedro Costa (Cipó, 29 de junho de 1967) é um ex-futebolista brasileiro que jogava como atacante. Atualmente comanda seu clube de coração, o Sergipe.

## Carreira
Iniciou a carreira profissional em 1989, no Bahia, se transferindo logo depois, em 1990, para o Amadense de Tobias Barreto.
No ano seguinte foi contratato pelo Itabaiana. Jogando no Tricolor, conquistou seu primeiro título de expressão, o Campeonato Sergipano de 1997, campeonato do qual sagrou-se herói ao marcar o gol do título sobre o Confiança, em pleno Estádio Batistão, num jogo em que o time proletário necessitava de apenas um empate jogando em seus domínios (O time da capital ainda perdera um penalti no primeiro tempo através do zagueiro Váldson) . No Tremendão ficou até o ano de 2000, indo jogar depois no Sergipe, onde foi artilheiro da Copa do Nordeste de Futebol de 2000. Em 2001 foi atuar no Corintians de Caicó(RN) e em meados de 2002 retornou ao futebol sergipano, onde disputou a Série C do Campeonato Brasileiro pelo Confiança.
Em 2003, Pedro Costa atuou no Roma/PR, voltando em seguida para o Sergipe, onde trabalha como técnico.

## Títulos
Itabaiana:
- Campeão Sergipano em 1997

Sergipe:
- Campeão Sergipano: 2003

Corintians de Caicó:
- Campeão Potiguar: 2001

## Artilharia
- Campeonato Sergipano de 1993 - 27 gols
- Copa do Nordeste de Futebol de 2000
- Campeonato Sergipano de 2000 - 24 gols